# 春日台 (北九州市)
春日台（かすがだい）は福岡県北九州市八幡西区の地名。春日台一丁目から六丁目の町がある。住居表示実施済み。郵便番号は807-0844。

## 地理
八幡西区の中部西端に位置し、西に永犬丸南町、北に三ケ森、東に下上津役元町、南に塔野と接する。また、南西に中間市と接する。

## 地域の特徴
閑静な住宅街である。筑豊電気鉄道三ヶ森駅付近から中間市に至るまでの区間の線路の東側に位置する。南西方向に向かって上り勾配となっている。

一丁目と二丁目に市営春日台団地、二丁目に春日台公民館，春日台年長者いこいの家がある。

## 歴史
昭和31年の筑豊電気鉄道黒崎 - 中間間の開通に伴い、三ケ森地区から中間市境に向かって造成が進んでいった。開発前は県道沿いは農地、その他は山林であった。
住居表示実施前は、開発の段階に応じて通称町名が用いられ、1丁目は三竹町・若草町・春日町・春日台団地、2丁目は辻畠町・畠野町・春日台団地・藤ケ丘、3丁目は鶴見ケ丘、4丁目は緑ケ丘、5丁目は新藤ケ丘、6丁目は吉野と呼ばれていた。また、この辺りにはかつて大字永犬丸の三竹浦（さんちくうら）という字が存在しており、通称町名の三竹町の由来となっている。

### 沿革
- 1981年（昭和56年）6月1日 - 春日台一丁目 - 五丁目新設[6][7]。
- 1983年（昭和58年）6月1日 - 春日台六丁目新設。大字下上津役の一部が春日台四丁目，五丁目に編入[8][9]。

### 町名の変遷
| 実施内容          | 実施年月日               | 実施後       | 実施前                           |
| ----------------- | ------------------------ | ------------ | -------------------------------- |
| 町名新設 住居表示 | 1981年（昭和56年）6月1日 | 春日台一丁目 | 大字永犬丸，大字下上津役の各一部 |
| 町名新設 住居表示 | 1981年（昭和56年）6月1日 | 春日台二丁目 | 大字永犬丸，大字下上津役の各一部 |
| 町名新設 住居表示 | 1981年（昭和56年）6月1日 | 春日台三丁目 | 大字下上津役の一部               |
| 町名新設 住居表示 | 1981年（昭和56年）6月1日 | 春日台四丁目 | 大字永犬丸，大字下上津役の各一部 |
| 町名新設 住居表示 | 1981年（昭和56年）6月1日 | 春日台五丁目 | 大字永犬丸，大字下上津役の各一部 |
| 町名新設 住居表示 | 1983年（昭和58年）6月1日 | 春日台六丁目 | 大字永犬丸，大字下上津役の各一部 |

## 世帯数と人口
2025年（令和7年）3月31日現在（北九州市発表）の世帯数と人口は以下の通りである。
| 町           | 世帯数    | 人口    |
| ------------ | --------- | ------- |
| 春日台一丁目 | 286世帯   | 589人   |
| 春日台二丁目 | 290世帯   | 508人   |
| 春日台三丁目 | 186世帯   | 393人   |
| 春日台四丁目 | 247世帯   | 485人   |
| 春日台五丁目 | 253世帯   | 482人   |
| 春日台六丁目 | 113世帯   | 234人   |
| 計           | 1,375世帯 | 2,691人 |

### 人口の変遷
国勢調査による人口の推移。
| 1995年（平成7年）  | 3,707人 | [ 10 ] |  |
| 2000年（平成12年） | 3,513人 | [ 11 ] |  |
| 2005年（平成17年） | 3,304人 | [ 12 ] |  |
| 2010年（平成22年） | 3,050人 | [ 13 ] |  |
| 2015年（平成27年） | 2,837人 | [ 14 ] |  |
| 2020年（令和2年）  | 2,674人 | [ 15 ] |  |

### 世帯数の変遷
国勢調査による世帯数の推移。
| 1995年（平成7年）  | 1,321世帯 | [ 10 ] |  |
| 2000年（平成12年） | 1,348世帯 | [ 11 ] |  |
| 2005年（平成17年） | 1,320世帯 | [ 12 ] |  |
| 2010年（平成22年） | 1,269世帯 | [ 13 ] |  |
| 2015年（平成27年） | 1,231世帯 | [ 14 ] |  |
| 2020年（令和2年）  | 1,201世帯 | [ 15 ] |  |

## 学区
市立小・中学校に通う場合、学区は以下の通りとなる。
| 町           | 街区                | 小学校               | 中学校               |
| ------------ | ------------------- | -------------------- | -------------------- |
| 春日台一丁目 | 1 - 22番、24 - 25番 | 北九州市立中尾小学校 | 北九州市立沖田中学校 |
| 春日台二丁目 | 1 - 3番、10番       | 北九州市立中尾小学校 | 北九州市立沖田中学校 |
| 春日台一丁目 | 23番                | 北九州市立塔野小学校 | 北九州市立沖田中学校 |
| 春日台二丁目 | 4 - 9番、11 - 14番  | 北九州市立塔野小学校 | 北九州市立沖田中学校 |
| 春日台三丁目 | 全域                | 北九州市立塔野小学校 | 北九州市立沖田中学校 |
| 春日台四丁目 | 全域                | 北九州市立塔野小学校 | 北九州市立沖田中学校 |
| 春日台五丁目 | 全域                | 北九州市立塔野小学校 | 北九州市立沖田中学校 |
| 春日台六丁目 | 全域                | 北九州市立塔野小学校 | 北九州市立沖田中学校 |

## 交通

### 鉄道
- 筑豊電気鉄道
  - 西山駅

## 施設

### 公共施設
- 春日台公民館

### 社会福祉施設
- 春日台年長者いこいの家

### 公営住宅
- 市営春日台団地

### 公園
- 春日台公園
- 春日台北公園
- 春日台中公園
- 春日台西1号公園
- 春日台六丁目公園